# Eidos-Montréal
Eidos-Montréal — канадський розробник відеоігор, що базується в Монреалі та належить CDE Entertainment, дочірній компанії Embracer Group. Студія була заснована у 2007 році на чолі зі Стефаном Д'Асту як частина Square Enix Europe, дочірньої компанії Square Enix. Eidos-Montréal розробила кілька успішних ігор серії Deus Ex, включно з приквелом Human Revolution (2011) та його продовженням, Mankind Divided (2016). Студія була відповідальна за розробку перезапуску серії Thief 2014 року, а також Shadow of the Tomb Raider (2018), останньої частини з трилогії перезапуску серії Tomb Raider. Крім того, студія розробила Guardians of the Galaxy (2021), що ґрунтується на однойменних коміксах видавництва Marvel. Eidos-Montréal також розробила пропрієтарний ігровий рушій Dawn Engine, який використала для Mankind Divided і Guardians of the Galaxy. Embracer придбала студію в 2022 році.

## Історія
У лютому 2007 року Eidos Interactive заявила про плани відкрити студію в Монреалі, а 26 листопада була заснована Eidos-Montréal на чолі з генеральним директором Стефаном Д'Асту. Він заявив, що, на відміну від інших студій, Eidos-Montréal веде розробку силами невеликих команд, які загалом налічують 350 співробітників, але протягом більш тривалого часу. Того ж року Eidos-Montréal анонсувала свій перший проєкт, яким став рольовий бойовик Deus Ex: Human Revolution, третя частина в серії Deus Ex, яка була випущена в серпні 2011 року. У жовтні було випущено окреме завантажуване доповнення The Missing Link. У травні 2012 року було повідомлено, що студія розробляє науково-фантастичну гру під кодовою назвою Project W, яка була інтелектуальною власністю студії й згодом скасована. Д'Асту пішов зі своєї посади в липні 2013-го, посилаючись на «непримиренні розбіжності» зі Square Enix.
Студія здійснювала нагляд над створенням спінофу Deus Ex: The Fall, який розробила N-Fusion Interactive. Вона також відповідала за розробку багатокористувацького режиму для Tomb Raider (2013), перезапуску однойменної серії від Crystal Dynamics. Студія знову співпрацювала з Crystal Dynamics під час розробки продовження, Rise of the Tomb Raider (2015). У лютому 2014 року було випущено пригодницький стелс Thief, який анонсували ще у 2009-му. Концепцію гри розбудовували упродовж тривалого часу і пізніше вона була оголошена як перезапуск однойменної серії. У березні того ж року Square Enix звільнила 27 співробітників студії. З жовтня 2011 року студія розробляла Deus Ex: Mankind Divided, продовження Human Revolution, яке було випущено в серпні 2016-го. Розробники створили ігровий рушій § Dawn Engine для Mankind Divided, щоби замінити Crystal Engine, який використовувався в попередній частині. Пізніше для гри було випущено ігровий режим Breach як окреме доповнення, а також неінтерактивний віртуальний тур VR Experience. У січні 2017 року журналіст Джейсон Шраєр повідомив, що студія скасувала заплановане продовження Mankind Divided.
Eidos-Montréal стала головною студією, відповідальною за розробку Shadow of the Tomb Raider, продовження Rise of the Tomb Raider та останньої частини з трилогії перезапуску, яка була випущена у вересні 2018 року. У 2019 році Eidos-Shanghai стала частниною Eidos-Montréal. Студія вкотре співпрацювала з Crystal Dynamics, коли та розробляла Marvel's Avengers (2020). У червні 2020 року було повідомлено про створення структурного підрозділу Eidos-Sherbrooke, метою якого було проведення основних науково-дослідних робот разом із відділом Eidos-Labs. У жовтні 2021 року було випущено пригодницький бойовик Marvel's Guardians of the Galaxy, який студія почала розробляти після укладення угоди між Marvel Entertainment і Square Enix про виробництво ігор за мотивами коміксів Marvel у 2017-му. Того ж місяця Eidos-Montréal перейшла на чотириденний робочий день, що зробило її першою AAA-студією, яка прийняла таку практику.
У травні 2022 року Square Enix досягла угоди з компанією Embracer Group щодо купівлі Eidos-Montréal та інших активів Square Enix Europe. Тоді ж було оголошено про те, що студія розробляє кілька проєктів, використовуючи рушій Unreal Engine 5, у той час, як Embracer виявила зацікавленість до створення продовжень, римейків і ремастерів таких ігор Eidos-Montréal, як Deus Ex та Thief. Це придбання було завершено 26 серпня. У листопаді Шраєр повідомив, що студія працює принаймні над трьома проєктами: наступною частиною в серії Deus Ex; грою за новою інтелектуальною власністю; і співпрацює з Playground Games над рольовим бойовиком Fable з однойменної серії. Також було повідомлено, що деякі колишні працівники студії Onoma приєднаються до Eidos-Montréal після того, як Embracer вирішила закрити Onoma. Того ж місяця підрозділ Eidos-Shanghai було відокремлено від Eidos-Montréal та долучено як Gearbox Studio Shanghai до Gearbox Entertainment, іншої компанії Embracer. У січні 2023 року Eidos-Sherbrooke було закрито. У січні 2024 року Eidos-Montréal звільнила 97 співробітників через «глобальне економічне становище, труднощі в індустрії [відеоігор] і всеосяжну реструктуризацію» Embracer Group. Водночас Шраєр написав, що студія також скасувала неанонсовану гру Deus Ex після двох років її розробки.

## Розроблені ігри
| Рік  | Назва                            | Платформа                                                                                        | Видавець                                                 | Коментарі                                                     |
| ---- | -------------------------------- | ------------------------------------------------------------------------------------------------ | -------------------------------------------------------- | ------------------------------------------------------------- |
| 2011 | Deus Ex: Human Revolution        | Mac OS X, PlayStation 3, Wii U, Windows, Xbox 360                                                | Square Enix, Square Enix Europe                          | Також розробила завантажуваний епізод The Missing Link (2011) |
| 2013 | Tomb Raider                      | Linux, Nvidia Shield TV, OS X, PlayStation 3, PlayStation 4, Stadia, Windows, Xbox 360, Xbox One | Square Enix Europe                                       | Допоміжна розробка для Crystal Dynamics                       |
| 2014 | Thief                            | OS X, PlayStation 3, PlayStation 4, Windows, Xbox 360, Xbox One                                  | Square Enix                                              | —                                                             |
| 2015 | Rise of the Tomb Raider          | Linux, macOS, PlayStation 4, Stadia, Windows, Xbox 360, Xbox One                                 | Feral Interactive, Microsoft Studios, Square Enix Europe | Допоміжна розробка для Crystal Dynamics                       |
| 2016 | Deus Ex: Mankind Divided         | Linux, macOS, PlayStation 4, Windows, Xbox One                                                   | Feral Interactive, Square Enix Europe                    | —                                                             |
| 2018 | Shadow of the Tomb Raider        | Linux, macOS, PlayStation 4, Stadia, Windows, Xbox One                                           | Square Enix Europe                                       | —                                                             |
| 2020 | Marvel's Avengers                | PlayStation 4, PlayStation 5, Stadia, Windows, Xbox One, Xbox Series X/S                         | Square Enix                                              | Допоміжна розробка для Crystal Dynamics                       |
| 2021 | Marvel's Guardians of the Galaxy | Nintendo Switch, PlayStation 4, PlayStation 5, Windows, Xbox One, Xbox Series X/S                | Square Enix Europe                                       | —                                                             |

## Технології
У грудні 2014 року студія представила пропрієтарний ігровий рушій Dawn Engine, який мав використовуватися у майбутніх проєктах Deus Ex, першим із яких, як пізніше з'ясувалося, став Deus Ex: Mankind Divided. Рушій ґрунтується на сильно модифікованій версії Glacier 2 від IO Interactive, що використовувався для розробки Hitman: Absolution. Dawn був створений після того, як розробники Eidos-Montréal «зрозуміли, що їхнє творче бачення так чи інакше обмежене» через те, що вони покладалися на чинні рушії. Графічна складова була «майже повністю» переписана, щоби «повною мірою використати можливості ПК та консолей [восьмого покоління]». Створення Dawn було складним завданням навіть для найдосвідченіших співробітників студії. Пізніше рушій було використано для Marvel's Guardians of the Galaxy.
Однією з особливостей Dawn Engine є покращена система діалогів та катсцен у порівнянні з Glacier 2. Він побудований на «системі об'єктів», яка дає змогу дизайнерам створювати нові моделі поведінки без допомоги програмістів. Технологія волосся є покращеною версією TressFX від AMD, розробленою відділом Eidos-Labs. Рушій має системи для об'ємних променів та щільності повітря, а також підтримку щільних внутрішніх та зовнішніх просторів і багатьох динамічних об'єктів. Рушій використовує оклюзивне обрізання від Umbra. Під час розробки Guardians of the Galaxy було додано підтримку трасування променів, технології масштабування зображення DLSS і внутрішньоігрових дзеркал.
У травні 2022 року було оголошено, що Eidos-Montréal використовуватиме Unreal Engine 5 для майбутніх проєктів, щоби «зосередитися на контенті», аніж одночасній розробці гри та рушія.